# Lee Merriam Talbot
Lee Merriam Talbot (* 2. August 1930 in New Bedford, Massachusetts; † 27. April 2021) war ein US-amerikanischer Ökologe und Geograph, der auf internationale Angelegenheiten, Ökologie, Umwelt- und institutionelle Politik, Naturschutzbiologe und Management natürlicher Ressourcen spezialisiert war.

## Leben
Talbots Großvater mütterlicherseits war Clinton Hart Merriam. 1951 war Talbot Feldbiologe am Arctic Research Laboratory in Point Barrow, Alaska. 1953 erlangte er den Bachelor of Arts an der University of California, Berkeley. Als er 1954 seine Dienstzeit beim United States Marine Corps beendete, wurde er von der National Academy of Sciences eingestellt, um gefährdete Arten in Afrika und Asien zu erforschen. Von 1954 bis 1956 war er Ökologe bei der IUCN (International Union for Conservation of Nature and Natural Resources; Weltnaturschutzunion), wo ihm 1955 die Wiederentdeckung des seit den 1940er Jahren für ausgestorben gehaltenen Mesopotamischen Damhirschs gelang. Von 1958 bis 1959 hatte er ein Reisestipendium der University of California. Von 1959 bis 1963 war er als Ökologe Leiter des East African Ecological Research Project der National Academy of Sciences und der Regierungen von Kenia und Tanganyika. Von 1959 bis 1964 war er Naturschutzberater für verschiedene afrikanische, asiatische, australische und europäische Regierungen. 1963 erwarb er den Master of Arts und im selben Jahr wurde er zum Ph.D. in Ökologie und Geographie promoviert. Von 1963 bis 1964 war er für den United Nations Special Fund als Berater für Wildtiere und Ökologie in Afrika tätig. Von 1964 bis 1965 war er ökologischer Berater beim Pacific Science Board der National Academy of Sciences. Von 1964 bis 1965 war er Direktor des Südostasien-Programms der IUCN. Von 1966 bis 1970 war er niedergelassener Ökologe im Büro für Umweltstudien der Smithsonian Institution, wo er im selben Zeitraum war er wissenschaftlicher Koordinator beim International Biological Programme und stellvertretender Ökologe beim Smithsonian National Zoological Park. Von 1970 bis 1978 war er leitender Wissenschaftler beim Council on Environmental Quality.
Von 1978 bis 1980 war er Naturschutzdirektor und wissenschaftlicher Berater beim WWF (World Wildlife Fund). Von 1978 bis 1983 war er leitender wissenschaftlicher Berater für Naturschutz und natürliche Ressourcen beim Internationalen Wissenschaftsrat (International Council for Science, ICSU) in Paris. Von 1980 bis 1983 war er Generaldirektor der IUCN.
Er war auch als Berater für die WHO, UNESCO, UNEP und die Weltbank tätig. Talbot war Mitglied von über 20 Ausschüssen und Gremien der National Academy of Sciences und er war leitender wissenschaftlicher Berater des International Council of Scientific Unions. Er hat über 130 Exkursionen und Forschungsexpeditionen in entlegene oder unbekannte Gebiete auf fünf Kontinenten durchgeführt. Zu seiner Bibliographie zählen 270 wissenschaftliche, technische und populärwissenschaftliche Publikationen, darunter 17 Bücher und Monographien, mit einigen Übersetzungen in neun Fremdsprachen.
Talbot war an mehreren Forschungsarbeiten zum Schutz von gefährdeten Tierarten beteiligt. Von 1959 bis 1965 betrieb er ökologische Studien in der Serengeti/Masai-Mara-Savanne in Ostafrika. Seine Dissertation an der University of California, Berkeley (1963), war die erste Ökosystem-Langzeitstudie in der Region und die erste Forschung über groß angelegte Säugetierwanderungen. Zusätzlich zu den wissenschaftlichen Forschungsergebnissen wurden aufgrund seiner Bemühungen die Parkgrenzen für die Serengeti in Tanganjika (heute Tansania) geändert und 1974 wurde das Masai-Mara-Reservat in Kenia eingerichtet.
1960 berichtete er, dass die Arabische Oryx in ihrem früheren Verbreitungsgebiet am Südrand der Rub al-Chali nicht mehr existierte. Er glaubte, dass alle noch überlebenden Exemplare der Arabischen Oryx innerhalb der folgenden Jahre ausgerottet werden würden, und empfahl, ein Zuchtprogramm in Gefangenschaft zu starten, um die Art zu retten. In den 1950er und 1960er Jahren nahm Talbot an Suchexpeditionen und Erhaltungsprojekten für das Java-Nashorn, das Sumatra-Nashorn, das Panzernashorn, den Asiatischen Löwen, den Königstiger, den Syrischen Wildesel, den Arabischen Strauß und den Kaschmirhirsch teil.
1972 entwarf er den Marine Mammal Protection Act (Gesetz zum Schutz der Meeressäuger).

## Auszeichnungen
1959 erhielt er den Foreign Field Research Programme Award der National Society of Sciences, 1975 die Albert Schweitzer Medal, 1979 den Distinguished Service Award des American Institute of Biological Sciences. 1981 wurde er zum Officier des Ordre national du Lion, eine der höchsten Auszeichnungen Senegals, ernannt. 1969 gewann er den CINE Golden Eagle Award für eine NBC-Produktion zum Thema East African Wildlife Conservation and Research. 1963 gewann er gemeinsam mit seiner Frau den Wildlife Society Award für die Monografie The wildebeest in Western Masailand, East Africa, das als herausragende Publikation in Wildtiermanagement und Ökologe gelobt wurde.

## Schriften (Auswahl)
- A Look at Threatened Species. International Union for Conservation of Nature and Natural Resources (IUCN), Morges, Switzerland, 1960
- Land Use Survey of Narok District, Kenya, 1960
- Land Use Survey of Narok District, Kenya. Textbook, Humboldt State College, Arcata, California 1961
- An Introduction to the Landscape: Wildlife and Land Use Ecology in Masaailand and other areas of Southern Kenya and Northern Tanganyika Government Printer, Nairobi, Kenya, 1961
- The Wildebeest in Western Masailand, East Africa. Wildlife Monographs No. l2, 1963 (mit Martha H. Talbot)
- Renewable Natural Resources in the Philippines; Status, Problems and Recommendations. IUCN International Commission on National Parks, and World Wildlife Fund-U.S., Washington, D.C., 1964 (mit Martha H. Talbot)
- Review: The meat production potential of wild animals in Africa; a review of biological knowledge. Commonwealth Agricultural Bureaux, Commonwealth Bureau of Animal Breeding and Genetics, Edinburgh, 1965 (mit W. J. A. Payne, H. P. Ledger, L. Verdcourt, and Martha H. Talbot)
- Conservation of the Hong Kong Countryside. Government Printer, Hong Kong, 1966 (mit Martha H. Talbot)
- Conservation in South East Asia. IUCN New Series Publication No. l0. IUCN, Morges, Switzerland, 1966 (mit Martha H. Talbot)
- New Principles for the Conservation of Wild Living Resources. Wildlife Monographs No. 59, 1979 (mit Sydney Holt)
- Helping Developing Countries Help Themselves: Toward a Congressional Agenda for Improved Resource and Environmental Management in the Third World. World Resources Institute, Washington D.C., 1985
- Overview of conservation in selected countries of south and southeast Asia. Environment and Policy Institute, East-West Center, Hawaii, 1985
- To Feed the Earth: Agro-Ecology for Sustainable Development. World Resources Institute, Washington, D.C, 1987. Oxford and IBH Publishing Col, Pvt. Ltd., New Delhi, Bombay and Calcutta. (mit Michael J. Dover)
- Dams and the Environment: Considerations in World Bank Projects. World Bank Technical Paper Number 110. World Bank, Washington D.C., 1989 (mit John A. Dixon und Guy J.-M. Le Moigne)
- Crise et Opportunite: Environnement et Developpement en Afrique. Maisonneuve et Larose, Paris, 1992 (mit Francois Falloux)
- Crisis and Opportunity: Environment and Development in Africa. Earthscan Publications, Ltd., London, 1993 (mit Francois Falloux)
- Living Resource Conservation: An International Overview. Marine Mammal Commission, Washington D.C., 1996